# 福田安典
福田 安典（ふくだ やすのり、1962年4月 - ）は、日本の国文学者、日本女子大学教授。専門は日本近世文学。

## 人物
大阪府河内市生まれ。1986年大阪大学文学部国文科卒。同大学院文学研究科後期課程単位取得退学。1996年、日本古典文学会賞受賞。大阪大学文学部助手、甲子園短期大学専任講師を経て、愛媛大学教育学部助教授、准教授、教授を経て、日本女子大学文学部教授。2013年、共著『三輪田米山日記を読む』で愛媛出版文化賞受賞。同年、『平賀源内の研究 大坂篇』で医譚賞を受賞。2020年、共著『伊予俳人栗田樗堂全集』で文部科学大臣賞を受賞。

## 著書
- 『驚きのえひめ古典史』創風社出版 風ブックス 愛媛文学小鑑、2000年
- 『平賀源内の研究 大坂篇 源内と上方学界』ぺりかん社、2013年
- 『医学書のなかの「文学」 江戸の医学と文学が作り上げた世界』笠間書院、2016年

### 共編著
- 『江戸怪異綺想文芸大系 都賀庭鐘・伊丹椿園集』稲田篤信・木越治共編、国書刊行会、2001年
- 『伝承文学資料集成 第21輯 医説』福田安典編著、三弥井書店、2002年
- 『三輪田米山日記を読む』三浦和尚共編著、創風社出版、2011年
- 『伊予俳人栗田樗堂全集』松井忍・寺島徹・服部直子・福田安典編著、和泉書院、2020年

## 論文
- <福田安典